# Geko Ypres Rally 2013
Geko Ypres Rally 2013 byla 9. soutěž European Rally Championship 2013. Soutěž měla 20. asfaltových rychlostních zkoušek a 3 rychlostní zkoušky na kterých se jel shakedown a kvalifikace, které se konali 27. června - 29. června 2013. První rychlostní zkouška startovala v pátek v 17:00.

## Úvod
Geko Ypres Rally se jela jako 49. ročník. Soutěž začala ve čtvrtek večer, kdy se jel shakedown a kvalifikace. V pátek ve večerních hodinách soutěž začala naostro první rychlostní zkouškou, v první etapě na jezdce čekalo 6. rychlostních zkoušek, které měřily 101,86 km. V sobotu měla závěrečná etapa 12. rychlostních zkoušek, které měřily 196,07 km. Soutěž dohromady měřila 297,93 km.

## Startovní listina
| Top 15 jezdců | Top 15 jezdců               | Top 15 jezdců | Top 15 jezdců         | Top 15 jezdců         | Top 15 jezdců               |
| St. č.        | Tým                         | Sk.           | Jezdec                | Spolujezdec           | Auto                        |
| ------------- | --------------------------- | ------------- | --------------------- | --------------------- | --------------------------- |
| 1             | Peugeot Rally Academy       | 2             | Craig Breen           | Paul Nagle            | Peugeot 207 S2000           |
| 2             | Symtech Racing              | 2             | Hayden Paddon         | John Kennard          | Ford Fiesta S2000           |
| 4             | Synthos Cersanit RT         | 2             | Michal Solowow        | Sebastian Rozwadowski | Ford Fiesta RRC             |
| 5             | Škoda Motorsport            | 2             | Freddy Loix           | Frederic Miclotte     | Škoda Fabia S2000           |
| 6             | Bryan Bouffier              | 2             | Bryan Bouffier        | Lara Vanneste         | Peugeot 207 S2000           |
| 7             | Dundisteel                  | 2             | Pieter Tsjoen         | Bernd Casier          | Škoda Fabia S2000           |
| 8             | Stohl Racing                | 2             | Andreas Aigner        | Jürgen Heigl          | Subaru Impreza STi R4       |
| 9             | Jean-Matthieu Leandri       | 2             | Jean-Matthieu Leandri | Fabrice Gordon        | Peugeot 207 S2000           |
| 10            | GPD Mit Metal Racing Team   | 2             | Jaroslav Orsák        | Karel Vajík           | Mitsubishi Lancer Evo IX R4 |
| 11            | Renault Sport Technologoies | 3             | Germain Bonnefis      | Olivier Fournier      | Renault Mégane RS           |
| 12            | GPD Mit Metal Racing Team   | 2             | Antonín Tlusťák       | Jan Škaloud           | Škoda Fabia S2000           |
| 14            | Reanult Sport Technologoies | 3             | Robert Consani        | Thibaut Gorczyca      | Renault Mégane RS           |
| 15            | Mikko Pajunen               | 2             | Mikko Pajunen         | Janne Perälä          | Ford Fiesta S2000           |
| 16            | Duindisteel                 | 2             | Melisa Debackere      | Cindy Cokelaere       | Peugeot 207 S2000           |
| 17            | Duindisteel                 | 2             | Vincent Verschueren   | Francis Caesemaeker   | Volkswagen Polo S2000       |

## Výsledky

### Celkové výsledky
| Poz. | Jezdec            | Spolujezdec           | Auto                       | Čas       | Rozdíl   | Body  |
| ---- | ----------------- | --------------------- | -------------------------- | --------- | -------- | ----- |
| 1.   | Freddy Loix       | Frederic Miclotte     | Škoda Fabia S2000          | 2:32:19,4 |          | 25+12 |
| 2.   | Bryan Bouffier    | Lara Vanneste         | Peugeot 207 S2000          | 2:33:40,4 | +1:21,0  | 18+12 |
| 3.   | Craig Breen       | Paul Nagle            | Peugeot 207 S2000          | 2:34:11,9 | +1:52,5  | 15+11 |
| 4.   | Andy Lefevere     | Andy Vangheluwe       | Mitsubishi Lancer Evo X R4 | 2:38:55,8 | +6:36,4  | 12+3  |
| 5.   | Hermen Kobus      | Erik de Wild          | Ford Fiesta S2000          | 2:39:00,6 | +6:41,2  | 10+3  |
| 6.   | Michal Solowow    | Sebastian Rozwadowski | Ford Fiesta RRC            | 2:39:19,4 | +7:00,0  | 8+4   |
| 7.   | Melissa Debackere | Cindy Cokelaere       | Peugeot 207 S2000          | 2:41:57,9 | +9:38,5  | 6+1   |
| 8.   | Andras Hadik      | Krisztian Kertesz     | Subaru Impreza STi R4      | 2:42:28,7 | +10:09,3 | 4     |
| 9.   | Antonín Tlusťák   | Jan Škaloud           | Škoda Fabia S2000          | 2:42:45,0 | +10:25,6 | 2     |
| 10.  | David Croes       | Eric Tack             | Mitsubishi Lancer Evo X    | 2:44:27,1 | +12:07,7 | 1     |

### Rychlostní zkoušky
| Den                                  | Zkouška     | Čas   | Jméno                 | Délka    | Vítěz                         | Čas     | Avg. spd.  | Vedoucí Rally                 |
| ------------------------------------ | ----------- | ----- | --------------------- | -------- | ----------------------------- | ------- | ---------- | ----------------------------- |
| Shakedown a kvalifikace (27. června) | Shakedown 1 | 19:00 | Shakedown 1           | 4,88 km  | Freddy Loix Frederic Miclotte | 2:47,4  | 104,9 km/h | Nezapočítává se do soutěže    |
| Shakedown a kvalifikace (27. června) | Shakedown 2 | 19:30 | Shakedown 2           | 4,88 km  | Freddy Loix Frederic Miclotte | 2:47,0  | 105,1 km/h | Nezapočítává se do soutěže    |
| Shakedown a kvalifikace (27. června) | Kvalifikace | 20:00 | Kvalifikace           | 4,88 km  | Freddy Loix Frederic Miclotte | 2:46,0  | 105,7 km/h | Nezapočítává se do soutěže    |
| 1. Etapa (28. června)                | RZ1         | 17:00 | Dikkebus 1            | 14,30 km | Freddy Loix Frederic Miclotte | 8:12,4  | 104,5 km/h | Freddy Loix Frederic Miclotte |
| 1. Etapa (28. června)                | RZ2         | 17:35 | Wijtschate 1          | 24,89 km | Freddy Loix Frederic Miclotte | 13:20,5 | 111,9 km/h | Freddy Loix Frederic Miclotte |
| 1. Etapa (28. června)                | RZ3         | 18:24 | Langemark             | 13,82 km | Freddy Loix Frederic Miclotte | 7:45,1  | 107,0 km/h | Freddy Loix Frederic Miclotte |
| 1. Etapa (28. června)                | RZ4         | 20:15 | Dikkebus 2            | 14,30 km | Freddy Loix Frederic Miclotte | 8:37,4  | 99,5 km/h  | Freddy Loix Frederic Miclotte |
| 1. Etapa (28. června)                | RZ5         | 20:50 | Wijtschate 2          | 24,89 km | Freddy Loix Frederic Miclotte | 14:00,3 | 106,6 km/h | Freddy Loix Frederic Miclotte |
| 1. Etapa (28. června)                | RZ6         | 21:15 | Mesen                 | 9,66 km  | Hayden Paddon John Kennard    | 6:00,4  | 96,5 km/h  | Freddy Loix Frederic Miclotte |
| 2. Etapa (29. června)                | RZ7         | 10:38 | Vleteren - Krombeke 1 | 14,34 km | Craig Breen Paul Nagle        | 7:48,2  | 110,3 km/h | Freddy Loix Frederic Miclotte |
| 2. Etapa (29. června)                | RZ8         | 10:55 | Watou 1               | 12,44 km | Craig Breen Paul Nagle        | 6:53,3  | 108,4 km/h | Freddy Loix Frederic Miclotte |
| 2. Etapa (29. června)                | RZ9         | 11:13 | Westouter 1           | 7,39 km  | Craig Breen Paul Nagle        | 4:30,4  | 98,4 km/h  | Freddy Loix Frederic Miclotte |
| 2. Etapa (29. června)                | RZ10        | 11:42 | Kemmelberg 1          | 14,19 km | Craig Breen Paul Nagle        | 8:10,5  | 104,1 km/h | Freddy Loix Frederic Miclotte |
| 2. Etapa (29. června)                | RZ11        | 13:37 | Heuvelland 1          | 14,99 km | Craig Breen Paul Nagle        | 8:22,0  | 107,5 km/h | Freddy Loix Frederic Miclotte |
| 2. Etapa (29. června)                | RZ12        | 14:32 | Lille-Eurométropole   | 9,85 km  | Bryan Bouffier Lara Vanneste  | 5:12,7  | 113,4 km/h | Freddy Loix Frederic Miclotte |
| 2. Etapa (29. června)                | RZ13        | 15:10 | Show Wasquehal        | 1,88 km  | Freddy Loix Frederic Miclotte | 1:22,8  | 81,7 km/h  | Freddy Loix Frederic Miclotte |
| 2. Etapa (29. června)                | RZ14        | 16:05 | Hollebeke 1           | 28,82 km | Bryan Bouffier Lara Vanneste  | 16:30,4 | 104,8 km/h | Freddy Loix Frederic Miclotte |
| 2. Etapa (29. června)                | RZ15        | 18:00 | Vleteren - Krombeke 2 | 14,34 km | Bryan Bouffier Lara Vanneste  | 7:34,4  | 113,6 km/h | Freddy Loix Frederic Miclotte |
| 2. Etapa (29. června)                | RZ16        | 18:17 | Watou 2               | 12,44 km | Bryan Bouffier Lara Vanneste  | 6:41,1  | 111,7 km/h | Freddy Loix Frederic Miclotte |
| 2. Etapa (29. června)                | RZ17        | 18:35 | Westouter 2           | 7,39 km  | Craig Breen Paul Nagle        | 4:21,1  | 101,9 km/h | Freddy Loix Frederic Miclotte |
| 2. Etapa (29. června)                | RZ18        | 19:04 | Kemmelberg 2          | 14,19 km | Bryan Bouffier Lara Vanneste  | 8:01,0  | 106,2 km/h | Freddy Loix Frederic Miclotte |
| 2. Etapa (29. června)                | RZ19        | 20:59 | Heuvelland 2          | 14,99 km | Bryan Bouffier Lara Vanneste  | 8:13,1  | 109,4 km/h | Freddy Loix Frederic Miclotte |
| 2. Etapa (29. června)                | RZ20        | 21:35 | Hollebeke 2           | 28,82 km | RZ Zrušena                    | 0:00,0  | 0,0 km/h   | Freddy Loix Frederic Miclotte |